# Stup
Pour le village kosovar, voir Stup (Klina).
Pour bouddhisme, voir Stūpa.
Stup (en serbe cyrillique : Ступ) est un village de Serbie situé dans la municipalité de Sjenica, district de Zlatibor. Au recensement de 2011, il comptait 182 habitants.

## Démographie
| 1948 | 1953 | 1961 | 1971 | 1981 | 1991 | 2002 | 2011 |
| ---- | ---- | ---- | ---- | ---- | ---- | ---- | ---- |
| 437  | 477  | 481  | 394  | 312  | 230  | 193  | 182  |

|  |